# 피에트로 치아니

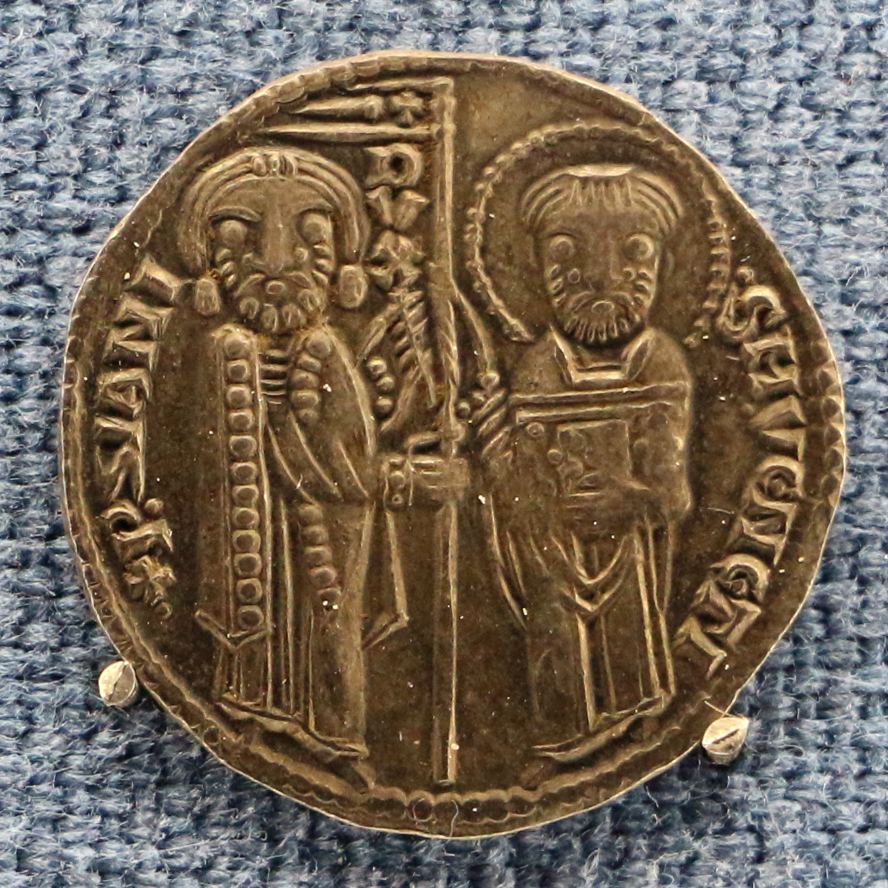

피에트로 치아니(Pietro Ziani, ? ~ 1230년 3월 13일)는 엔리코 단돌로를 계승한 베네치아 공화국의 제42대 도제(재임 : 1205년 8월 15일 ~ 1229년)이다. 그는 매우 부유한 귀족 가문인 전 도제 세바스티안 치아니(재임 : 1172년 ~ 1178년)의 아들이었다.

## 생애
선원이었던 젊은 시절, 그는 1177년 프리드리히 바르바로사 황제를 호위하는 소함대를 지휘했으며, 콘스탄티노플을 점령한 4차 십자군에도 참가했었다.
도제 선출 이후에, 치아니는 공화국의 수도를 콘스탄티노플로 옮길 것을 고려하였지만, 의회가 반대하였다. 대신, 그는 라틴 제국 내부의 베네치아 영토들 : 크레타, 코르푸, 그 외의 섬들과 베네치아 식민지배에 대해 충성서약을 요구한 콘스탄티노플의 중요한 지역들을 체계적으로 조직하였다. 지아니는 또한 미하일 1세 콤네노스 두카스 이래 에페이로스 공국과 1210년에 조약을 서명하여, 비잔티움 제국 이후의 국가들과 상업적 관계를 수립하였다.
1229년 2월 그가 도제에서 물러나자 야코포 티에폴로가 계승하였으나, 치아니는 티에폴로와 만나는 것을 거부하였고 일 년 후에 죽었다. 그는 산 조르지오 마조레(San Giorgio Maggiore) 성당에 묻혀있다.
| 전임 엔리코 단돌로 | 제42대 베네치아 공화국의 도제 1205년 - 1229년 | 후임 야코포 티에폴로 |